# Clepsis danilevskyi
Clepsis danilevskyi is een vlinder uit de familie bladrollers (Tortricidae). De wetenschappelijke naam is voor het eerst geldig gepubliceerd in 1973 door Kostjuk.
De soort komt voor in Europa.